# تپه ایشان
تپه ایشان در شهرستان دهلران، بخش موسیان، روستای عین خوش واقع شده و این اثر در تاریخ ۱۲ شهریور ۱۳۸۰ با شمارهٔ ثبت ۳۸۱۷ به‌عنوان یکی از آثار ملی ایران به ثبت رسیده است.